# Lista das composições de Heitor Villa-Lobos

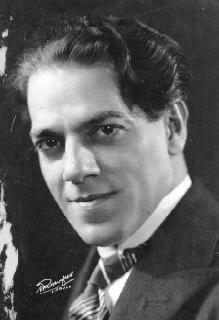
Villa-Lobos

Esta é uma lista das composições de Heitor Villa-Lobos.

## Choros
Os choros são listados e descritos em Villa-Lobos, sua obra 1974, Appleby 1988, Peppercorn 1991a, Tarasti 1995, e Wright 1992.
- Introdução aos Choros , para violão e orquestra (1929)
- Choro Nº 1 para violão (1920)
- Choro Nº 2 para flauta e clarinete (1924)
- Choro Nº 3 "Pica-páo" (Pica-pau) para clarinete, fagote, saxofone, 3 trompas e, trombone, ou para coro masculino, ou os dois juntos (1925)
- Choro Nº 4 para 3 trompas e trombone (1926)
- Choro Nº 5 para piano (1925) "Alma brasileira"
- Choro Nº 6 para orquestra (1926)
- Choro Nº 7 "Settimino"  para flauta, oboé, clarinete, saxofone, fagote, violino, violoncelo, com o tam-tam ad lib. (1924)
- Choro Nº 8, para orquestra com 2 pianos (1925)
- Choro Nº 9, para orquestra (1929)
- Choro Nº 10 para coro e orquestra (1926) "Rasga o coração"
- Choro Nº 11 para piano e orquestra (1928)
- Choro Nº 12, para orquestra (1929)
- Choro Nº 13 para 2 orquestras e bandas (1929) agora perdido
- Choro Nº 14 para orquestra, banda e coro (1928) agora perdido
- Choro bis, para violino e violoncelo (1928-29)
- Quinteto (em forma de choros) para flauta, oboé, trompa, clarinete e fagote (1928); arr. flauta, oboé, clarinete, trompa, fagote (1951)

## Bachianas Brasileiras
As Bachianas Brasileiras são listadas e descritas em Villa-Lobos, sua obra 1974, Appleby 1988, Peppercorn 1991a, Tarasti 1995, e Wright 1992.
- N° 1 para pelo menos 8 violoncelos (1930-38)
- Nº 2 para orquestra (1930)
- Nº 3 para piano e orquestra (1938)
- Nº 4 para piano (1941);
- Nº 5 para voz e, pelo menos, 8 violoncelos (1945)
- Nº 6 para flauta e fagote (1938)
- Nº 7 para orquestra (1942)
- Nº 8 para orquestra (1944)
- Nº 9, para coro ou orquestra de cordas (1945)

## Concertos
Os concertos são listados e descritos em Villa-Lobos, sua obra 1974, Appleby 1988, Peppercorn 1991a, Tarasti 1995, e Wright 1992.
- Suíte para piano e orquestra (1913)
- Concerto nº 1 para violoncelo e orquestra (1915)
- Fantasia em movimentos mistos para violino e orquestra (1921)
- O Martírio dos Insetos para violino e orquestra (1925)
- Momoprecoce, Fantasia para piano e orquestra (1929) ou banda (1931)
- Ciranda das Sete Notas para fagote e orquestra de cordas (1933)
- Concerto nº 1 para piano e orquestra (1945)
- Concerto nº 2 para piano e orquestra (1948)
- Fantasia para saxofone soprano, três trompas e cordas (1948)
- Concerto para violão e orquestra Fantasia Concertante (1951), para Andrés Segovia
- Concerto nº 3 para piano e orquestra (1957)
- Concerto nº 4 para piano e orquestra (1952)
- Concerto para harpa e orquestra (1953), para Zabaleta
- Concerto nº 2 para violoncelo e orquestra (1953)
- Concerto nº 5 para piano e orquestra (1954)
- Fantasia para violoncelo e orquestra
- Concerto para gaita e orquestra (1955), para John Sebastian Snr.
- Concerto grosso para quarteto de sopros & conjunto de sopros (1959)
- Choros nº 11 e Bachianas Brasileiras nº 3 também são peças para piano e orquestra concertantes

## Sinfonias
As sinfonias são listadas e descritas em Villa-Lobos, sua obra 1974, Appleby 1988, Peppercorn 1991a, Tarasti 1995, e Wright 1992.
- Nº 1 O Imprevisto  (1916)
- Nº 2 Ascensão (1944)
- Nº 3 A Guerra  (1919)
- Nº 4 A Vitória  (1919)
- Nº 5 A Paz  (1920) agora perdido
- Nº 6 Sobre o linho das montanhas do Brasil  (1944)
- Nº 7 Odisséia da paz  (1945)
- Nº 8 (1950)
- Nº 9 (1951)
- Nº 10 "Sumé Pater Patrium" (Sinfonia ameríndia)  (1952)
- Nº 11 (1955)
- Nº 12 (1957)

## Outras obras orquestrais (incluindo ballets)
As outras obras orquestrais são listadas e descritas em Villa-Lobos, sua obra 1974, Appleby 1988, Peppercorn 1991a, Tarasti 1995, e Wright 1992.
- Tédio de Alvorada, poema sinfônico (1916)
- Naufrágio de Kleônicos, poema sinfônico (1916)
- Danças Africanas (1916)
- Sinfonietta no 1 (1916)
- Iára (1917)
- Amazonas, ballet &  poema sinfônico (1917)
- Uirapuru, ballet & poema sinfônico (1917)
- Dança Frenética (1918)
- Dança dos Mosquitos (1922)
- Francette et Piá (1928, orch. 1958)
- Rudepoema (1926, orch. 1932)
- O Papagaio do moleque, um episódio sinfônico(1932)
- Caixinha de Boas Festas, poema sinfônico & ballet (1932)
- Evolução dos Aeroplanos (1932)
- Dança da Terra, ballet (1939)
- Mandu-Çarará, cantata secular /  ballet infantil para coro misto, coro infantil e orquestra (1940)
- Suíte Saudade da Juventude No 1 (1940)
- Madona, poema sinfônico (1945)
- Sinfonietta não 2 (1947)
- Erosão (Erosão), poema sinfônico (1950)
- Rudá, poema sinfônico & ballet (1951)
- Ouverture de L'Homme Tel (1952)
- Alvorada na Floresta Tropical, ouverture (1953)
- A Odisseia de Uma Raça, poema sinfônico (1953)
- Gênesis, poema sinfônico & ballet (1954)
- O Imperador Jones, um ballet (1956)
- Fantasia em Três Movimentos (em forma de choros) para banda de sopros (1958)
- Suíte nº 1 para orquestra de câmara (1959)
- Suíte nº 2 para orquestra de câmara (1959)

## Música de câmara
A música de câmara é apresentada e descrita nos livros Villa-Lobos, sua obra 1974, Appleby 1988, Peppercorn 1991a, Tarasti 1995, e Wright 1992. (Informações sobre os dois Sextetos místicos em Peppercorn 1991b, 38–39)
- Sonate-fantaisie no 1 para violino e piano, Desesperança  (1913)
- Sonate-fantaisie no 2 para violino e piano (1914)
- Sonata para violino e piano nº 3 (1920)
- Sonata para violino e piano nº 4 (1923)
- Trio para piano e cordas no 1 (1911)
- Trio para piano e cordas no 2 (1915)
- Trio para piano e cordas no 3 (1918)
- Sexteto místico, para flauta, oboé, saxofone, harpa, celesta e guitarra (1917, inacabado ou perdido)
- Sexteto místico, para flauta, oboé, saxofone, harpa, celesta e guitarra (ca. 1955,  substituição)
- Quarteto simbólico (Impressões da vida mundana), para flauta, saxofone alto, harpa, celesta e vozes femininas (1921)
- Trio para oboé, clarinete e fagote (1921)
- Nonetto, Impressão rápida de todo o Brasil  (1923)
- Quinteto em forma de choros para flauta, oboé, clarinete, trompa inglesa ou trompa e fagote (1928)
- Quatuor, para flauta, oboé, clarinete e fagote (1928)
- O assobio a Jato para flauta e violoncelo (1930)
- Distribuição de Flores para flauta e violão (1937)
- Trio para violino, viola e violoncelo (1945)
- Divagacão para violoncelo, piano e baixo tambor (adlib.) (1946)
- Duo para violino e viola (1946)
- Fantaisie concertante para piano, clarinete e fagote (1953)
- Duo para oboé e fagote (1957)
- Quinteto Instrumental para flauta, violino, viola, violoncelo e harpa (1957)
- Fantasia Concertante para 16 ou 32 violoncelos (1958)
- Chôros nºs 2, 3, 4 e 7 e Bachianas Brasileiras nºs 1 e 6 são também obras de câmara

## Quarteto de cordas
Os quartetos de cordas são listados e descritos em Villa-Lobos, sua obra 1974, Appleby 1988, Peppercorn 1991a, Tarasti 1995, e Wright 1992. Informações sobre as duas versões do Quarteto Nº 1 em Peppercorn 1991b, 32.
- Suíte graciosa (5 de Março de 1915)
  - Andante
  - Allegretto
  - Grega Cançonette
- Quarteto de cordas Nº 1, revista da Suíte graciosa(1946)
  - Cantilena
  - Brincadeira
  - Canto lírico
  - Cançoneta
  - Melancolia
  - Saltando como um Saci
- Quarteto De Cordas Nº 2 (1915)
- Quarteto De Cordas Nº 3 (1917)
- Quarteto De Cordas Nº 4 (1917)
- Quarteto De Cordas Nº 5 (1931)
- Quarteto De Cordas Nº 6 (1938)
- Quarteto De Cordas Nº 7 (1942)
- Quarteto De Cordas Nº 8 (1944)
- Quarteto De Cordas Nº 9 , (1945)
- Quarteto De Cordas Nº 10 , (1946)
- Quarteto De Cordas No. 11 (1948)
- Quarteto De Cordas Nº 12 (1950)
- Quarteto De Cordas Nº 13 (1951)
- Quarteto De Cordas Nº 14 (1953)
- Quarteto De Cordas Nº 15 (1954)
- Quarteto De Cordas No. 16 (1955)
- Quarteto De Cordas No. 17 (1957)
- Villa Lobos deixou esboços para um quarteto de cordas que seria o decimo oitavo.

## Óperas
As óperas são listadas e descritas em Villa-Lobos, sua obra 1974, Appleby 1988, Peppercorn 1991a, Tarasti 1995, e Wright 1992.
- Aglaia (1909), incorporada a Izaht
- Elisa (1910), incorporada a Izaht
- Comédia lírica em 3 atos (1911)
- Izaht (1914)
- Jesus (1918)
- Malazarte (1921)
- Magdalena, opereta (1947)
- Yerma (1955)
- A Menina das Nuvens, opereta (1957-58)

## Balés
- ver: outras obras orquestrais

## Música para filmes
A música para filmes é apresentada e descrita em Villa-Lobos, sua obra 1974, Appleby 1988, Peppercorn 1991a, Tarasti 1995, e Wright 1992.
- Descobrimento do Brasil  (1938)
- Green Mansions (1959) (adaptada como o concerto A Floresta do Amazonas)

## Obras para violão solo
A música para violão está listada e descrita em Villa-Lobos, sua obra 1974, Appleby 1988, Peppercorn 1991a, Tarasti 1995, e Wright 1992. Informações sobre o recém-descoberto, mas de 1928, Valsa-choro se encontram em  https://web.archive.org/web/20070218094019/http://durand-salabert-eschig.com/actualite.html, (acessado em 4 de dezembro de 2006).
- Panqueca (1900)
- Mazurka em ré maior (1901)
- Valsa brilhante (1904), originalmente intitulada Valsa concerto no. 2
- Fantasia (1909)
- Canção brasileira (1910)
- Quadrilha (1910)
- Tarantela (1910)
- Simples, Mazurka (1910)
- Dobrados (1909-1912)
- Choro nº 1 "Choro Típico" (1920)
- Suíte Popular Brasileira (1928, rev. 1947–48)

1. Mazurka-Choro
2. Schottish-Choro
3. Valsa-Choro
4. Gavotta-Choro
5. Chorinho

- Valsa-choro (ca. 1928),  o original rejeitado da Suíte popular, foi substituído por uma nova "Valsa-choro" na revisão de 1947-48
- Douze études (1929; rev. 1948/53)

1. Etude No. 1 em mi menor: Allegro non troppo
2. Etude No. 2 em lá maior: Allegro
3. Etude N.º 3 em ré maior: Allegro moderato
4. Etude Nº 4 em sol maior: Un peu modéré—Grandioso
5. Etude Nº 5 em dó maior: Andantino—Poco meno
6. Etude No. 6 em mi menor: Poco Allegro
7. Etude Nº 7, em mi maior: Tres animei—Moins
8. Etude Nº 8 em dó sustenido menor: Modéré
9. Etude No. 9 em fá sustenido menor: Tres peu animei
10. Etude Nº 10 em B menor: Tres animei—Un peu animei—Vif
11. Etude No. 11, em mi menor: Quaresma—Poco meno—Animei
12. Etude N.º 12 em Um menor: Animei—Più mosso—um tempo primo—Un peu plus animei

- Valsa sentimental (1936)
- Cinco Prelúdios (1940)

1. Prelúdio Nº 1 em mi menor: Andantino espressivo Più mosso
2. Prelúdio Nº 2 em mi maior: Andantino—Più mosso
3. Prelúdio Nº 3 em lá menor: Andante—Molto adagio e dolorido
4. Prelúdio Nº 4 em mi menor: Lento—Animado—Moderato
5. Prelúdio Nº 5 em ré maior: Poco animado—Meno—Più mosso
6. Prelúdio Nº 6 (Perdido)

## Música para piano solo
As músicas para o piano são listadas e descritas em Villa-Lobos, sua obra 1974, Appleby 1988, Peppercorn 1991a, Tarasti 1995, e Wright 1992.
- Celestial, valsa (1904)
- Tristorosa, valsa (1910)
- Ibericarabe (1914)
- Ondulando (1914)
- Danças Características Africanas (1915)
- Suíte Floral (1918)
- Histórias da Carochinha (1919)
- A Lenda do Caboclo (1920)
- Carnaval das crianças (1920)
- A Prole do Bebê, first series (1920)
  - Branquinha (A Boneca de Louça) 
  - Moreninha (A Boneca de Massa) 
  - Caboclinha (A Boneca de Barro)
  - Mulatinha (A Boneca de Borracha) 
  - Negrinha (A Boneca de Pau) 
  - A Pobrezinha (A Boneca de Trapo)  
  - O Polichinelo 
  - A Bruxa (A Boneca de Pano)
- A Prole do Bebê, second series (1921)
  - A Baratinha de Papel 
  - O Gatinho de Papelão 
  - O Camundongo de Massa 
  - O Cachorrinho de Borracha 
  - O Cavalinho de Pau 
  - O Boizinho de Chumbo 
  - O Passarinho de Pano 
  - O Ursinho de Algodão 
  - O Lobinho de Vidro
- A Prole do Bebê, third series (1926) now lost
- A Fiandeira (1921)
- Rudepoêma (1921–26)
- Simples coletânea, W134 (1922)
- Choro Nº 5 (Alma brasileira) (1925)
- Sul America (1925)
- Cirandinhas (1925)
  - Zangou-se o Cravo com a Rosa
  - Adeus, Bela Morena
  - Vamos, Maninha
  - Olha Aquela Menina
  - Senhora Pastora
  - Cai, Cai, Balão
  - Todo Mundo Passa
  - Vamos Ver a Mulatinha
  - Carneirinho, Carneirão
  - A Canoa Virou
  - Nesta Rua tem um Bosque
  - Lindos Olhos Que Ela Tem
- Cirandas (1926)
  - Terezinha de Jesus
  - A Condessa 
  - Senhora Dona Sancha
  - O Cravo Brigou com a Rosa 
  - Pobre Cega 
  - Passa, Passa Gavião 
  - Xô, Xô, Passarinho 
  - Vamos Atrás de Serra, Calunga 
  - Fui no Tororó 
  - O Pintor de Cannahy 
  - Nesta Rua, Nesta Rua
  - Olha o Passarinho, Dominé 
  - À Procura de uma Agulha 
  - A Canoa Virou 
  - Que Lindos Olhos! 
  - Có, Có, Có
- Saudades das selvas brasileiras (1927)
- Bachianas brasileiras no. 4 (1930–41)
  - Preludio – (Introdução) (1941)
  - Coral – (Canto do Sertão)  (1941)
  - Aria – (Cantiga)  (1935)
  - Dansa – (Miudinho)  (1930)
- Caixinha de Música Quebrada (1931) – Little Broken Music Box
- Francette et Pià (1932)
- Valsa da dor (1932)
- Guia Prático (1932–49)
- Ciclo brasileiro (1936–37)
  - Plantio do Caboclo 
  - Impressões Seresteiras 
  - Festa no Sertão 
  - Dança do Índio Branco
- As Três Marias (1939)
- New York Sky-Line Melody (1939)
- Poema Singelo (1942)
- Homenagem a Chopin (1949)
  - Nocturne
  - Ballade